# Жолобов, Геннадий Иванович
Жолобов Геннадий Иванович (12 августа 1932, Архангельск — 1990, Северодвинск) — советский живописец. Член Союза художников СССР с 1982 года.
В 1947—1948 годах учился в изостудии в Архангельском доме пионеров у преподавателя И. Буржинского. В 1949 году начал обучение в Ярославском художественно-педагогическом училище. В 1955 году, после службы в армии вновь поступил, в это училище, которое и закончил в 1957 году.
После окончания обучения в училище жил в городе Северодвинске, и работал в филиале Архангельского отделения художественного фонда РСФСР.
Участник выставок начиная с 1959 года. В 1977-м состоялась персональная выставка в г. Северодвинск. В 1983 году участвовал во Всесоюзной выставке «На страже завоеваний социализма», а в 1980 — во Всероссийской «Советская Россия», в 1983 — во Всероссийской «По родной стране», в 1985 — во Всероссийской «Мир отстояли, мир сохраним», посвященной 40-летию Победы. Участник зональных выставок «Советский Север» (1964, 1967, 1974, 1979, 1984 гг.).

## Основные работы
- «Завтрак на сенокосе» (1963),
- «Емецкие дорожки» (1967),
- «1941» (1971),
- «Новый сруб» (1973),
- «Солдатские реликвии» (1979),
- «Завтра политучеба» (1980),
- «Кто к нам с мечом придет…» (1980).

Умер в 1990 г. в городе, Северодвинск.